# Markea plowmanii
Markea plowmanii är en potatisväxtart som beskrevs av A.T. Hunziker. Markea plowmanii ingår i släktet Markea och familjen potatisväxter. Inga underarter finns listade i Catalogue of Life.